# Липе
 Тази статия е за реката в Германия.  За окръга вижте Липе (окръг).  
Липе (на немски: Lippe) е река в Германия (провинция Северен Рейн-Вестфалия), десен приток на Рейн. Дължина 220 km, площ на водосборния басейн 4890 km².

## Географска характеристика
Река Липе води началото си от извор-чешма, на 141 m н.в., в югоизточното подножие на възвишението Тевтобургска гора, в центърът на град Бад Липшринге в източната част на провинция Северен Рейн-Вестфалия. По цялото си протежение тече в западна посока през източната хълмиста част на Долнорейнската низина в широка и плитка долина северно от Рурския промишлен район. Влива се отдясно в река Рейн, при нейния 814 km, на 13 m н.в., в град Везел.
Водосборният басейн на Липе обхваща площ от 4890 km², което представлява 2,64% от водосборния басейн на Рейн. Речната ѝ мрежа е двустранно развита. На юг и северозапад водосборният басейн на Липе граничи с водосборните басейни на река Рур и други по-малки, десни притоци на Рейн, а на север и североиизток – с водосборните басейни на реките Емс и Везер (от басейна на Северно море). Основни притоци: леви – Алме (59 km, 763 km²), Азе (50 km, 441 km²); десни – Щевер (58 km, 924 km²).
Има предимно дъждовно подхранване със зимно пълноводие и лятно маловодие, а през есента характерно явление са епизодичните прииждания на реката в резултат на поройни дъждове. Среден годишен отток в долното течение 44,1 m³/sec.

## Стопанско значение, селища
Самата река Липе не е плавателна, но южно и успоредно на нея от град Хам до устието (107 km) е изграден плавателен канал за плиткогазещи речни съдове, който обслужва северната част на Рурския промишлен район. В района на град Дателн реката се пресича от плавателния канал „Рейн-Емс“.
Долината на реката е гъсто заселена, като най-големите селища са градовете: Липщат, Хам, Люнен, Халтерн, Дорстен, Везел.